# Amphimallon atrum
Amphimallon atrum är en skalbaggsart som beskrevs av Herbst 1790. Amphimallon atrum ingår i släktet Amphimallon och familjen Melolonthidae. Inga underarter finns listade i Catalogue of Life.

## Bildgalleri

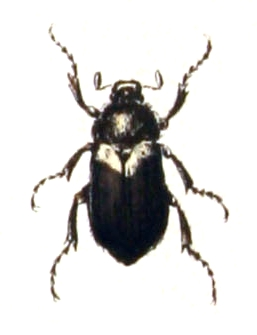